# Kriskó László
Kriskó László (Miskolc, 1965 –) Balázs Béla díjas rendező, vágó, producer. Nagykovácsi Díszpolgára (2024).
A nyolcvanas évek végétől vágóként, majd rendezőként, később producerként dolgozott. Vágóként népszerű televíziós műsorokban működött közre, ilyen volt a Frei dosszié, Stúdió 94-97, Videovilág stb. Több Sas István nevével fémjelzett reklámfilm utómunkáit felügyelte, irányította. Pályafutása során kiváló rendezőkkel, filmes szakemberekkel dolgozott, mint Sas Tamás, Monory Mész András, Illés György, Sándor Pál, Gulyás Buda, Sólyom András.
Később tehetségét a reklámfilm- és videóklip-rendezés területén kamatoztatta. Olyan előadókkal, illetve együttesekkel dolgozott mint a Republic, Havasi Balázs, R-GO, Ámokfutók, Kozmix, TNT, UFO, C’est la vie, Bestiák, Baby Sisters, Király Linda, Hooligans, Sípos F. Tamás, Pierrot, ShyGys, Zoltán Erika, Sziámi, Szandi, Fenyő Miklós, Charlie, Tátrai Band, Bíborszél, Pajor Tamás, Dolly Roll, 4Fclub, Back II Black, Animal Cannibals, Demjén Ferenc, Beathoven, Hip Hop Boyz, Irigy Hónaljmirigy, Karthago, Cserháti Zsuzsa, Judy, V.I.P., Ladánybene 27, LGT, United, V-Tech, Hobo Blues Band, Friderika, Koncz Zsuzsa, Tolcsvay László, Zámbó Jimmy, Mandel Quartett, Farkasházi Réka, Gryllus Vilmos, Török Ádám, Flipper Öcsi, Delhusa Gjon, Csík zenekar.
Rendezőként közel 1500 produkció elkészítése fűződik a nevéhez. Kiváló operatőrökkel dolgozott, mint Andor Tamás, Erdély Mátyás, Csincsi Zoltán, László Zsolt, Lajos Tamás, Szecsanov Martin, Szőke András, Szőke János, Pohárnok Gergő, Vajda Péter.
Televíziós rendezései során az ő műsoraiban mutatkozott be először műsorvezetőként a Magyar Televízióban, Geszler Dorottya, Palotás Petra, Rákay Philip, Harsányi Levente.

## Rendezőként jelentősebb munkák, díjak
- 1987 – Nyíregyházi Videó Szemle Titkos csatornák c. kísérleti videó: Művelődési Minisztérium Közművelődési Alapjának Nagydíja
- 1990 – Magyar Reklámfilm Fesztivál, Forma–1: harmadik díj
- 1993 – Nestle Red Label Chocolate: London International Advertising Awards Remote Control II. Finalist
- 1994 – Klipfesztivál: különdíj
- 1995 – Republic Kaposvár Október 67: koncertfilm
- 1997-től a L’art pour L’art társulat televíziós műsorainak rendezője, eddig több mint 40 műsort készítettek közösen: Vastyúk is talál szeget, Banán, pumpa, kurbli, Nooormális??, Csirkebefőtt
- 1998–2000 – a Korda Sándor Produceri Akadémián tanított
- 1998 – Emberkék c. dokumentumfilm: Autonómia Alapítvány, Tolerancia Díj,
- 1999 – Chio – The Cheese Experts: EPICA-győztes (a legnagyobb európai reklámfilmfesztivál)
- Ugyanebben az évben az Advertising Age reklámszaklap szavazata alapján ez a film az év legjobb magyar reklámfilmje.
- 1999 – LGT Kapcsolat koncertfilm
- 2000 – Z+ Zenemánia videóklip fesztivál: legjobb rendező
- 2001 – Hölgyválasz (tv-műsor)
- 2002 – Rex Kutyaotthon reklám: Silver Effie
- 2002 – Mustáros Chio reklám: Lisbon Advertising Festival – Silver Leaf; Adforum.com – Eastern European Bronze Hit
- 2003 – Csirkebefőtt (a L’art pour L’art Társulat szilveszteri műsora)
- 2003 – Sió Drinx reklám: Ezüst Effie
- 2004 – Rex Kutyaotthon reklám: Arany Effie
- 2005 – Skizo kisfilm
- 2005 – Rex Kutyaotthon reklám: Bronz Effie
- 2006 – Aroma – az úri cigányok története (dokumentumfilm)
- 2006 – Aranyos Szegelet I–III. (dokumentumfilm)
- 2006–2010 – Csillagösvényen (dramatikus dokumentumfilm-sorozat)
- 2006 – Magyar Telekom Szimfonikus Zenekar Koncertfilm: Aranyszem díj
- 2007 – Sándor Pál Noé bárkája c. játékfilmjének werkfilmje
- 2007 – T-COM – Szúnyog reklám: ADCH Mérleg Fesztivál díj
- 2008 – Irigy Hónaljmirigy – tv-műsorok, James Bolond, Háry Péter
- 2008 – Betyárvilág (dokumentumfilm)
- 2008 – A sztárok a fejükre estek – realityrendező, producer: Frei Tamás
- 2009 – Havasi Symphonic Red Concert Show (mozifilm)
- 2010 – Spirit Hotel Image Film: Veliki Novgorod Kitovras Health and Ecotourism – fődíj; Brazil International Tourism Film Festival – Silver Macaw; Das Goldene Stadttor Berlin – Bronz
- 2010 – Maja kisjátékfilm: Aranyszem díjra jelölt
- 2010 – Gryllus Vilmos Biciklizős dalok (tv-film)
- 2010 – Megasztár – Image filmek, Párbaj film
- 2010 – Bagi–Nacsa-szilveszter (tv-műsor)
- 2010 – DVTK 100 év a film: Aranyszem díj rendező, producer
- 2011 – DVTK Új legenda születik, rendező, producer
- 2011 – Aranypart – reality rendező
- 2011–12 – L’art Pour L’art Társulat – Banán, Pumpa Kurbli 1–9. (tv-sorozat)
- 2011 – Zöld Tea Öko magazin rendező, producer
- 2012 – Parlament TV igazgató
- 2012 – Dél-Dunántúl Régió (reklámfilm)
- 2012 – Havasi Balázs – Ecset és Zongora (koncertfilm)
- 2012–2013 – Stahl TV arculatkészítés
- 2013 – Nagy Duett Arculat filmek
- 2013 – Zöld Tea magazin: Zöld Toll-díj
- 2013 – EFFIE bronz, Élelmiszer kategória – RAMA Baking reklám
- 2014 – Játékkészítő klip – Álmodd meg a csodát
- 2015 – Itthon vagy országimázs, heti sorozat, MTVA
- 2015 – Szabadság tér ’89 – főrendező
- 2015 – MTK 125 ÉV – dokumentumfilm, rendező
- 2016 – Szabadság tér ’56 – főrendező
- 2016 – Kosár TV sorozat – Fogyasztóvédelemért díj
- 2016 – Benyovszky – színpadi show a Vigadóban, rendező
- 2017 – Szabadság tér ’89 – Terror Háza Múzeum különdíj, Rendszerváltó Filmszemle
- 2017 – 1956, Szabadságunk hősei – 15 rész, rövidfilm sorozat
- 2017 – DVTK Aranycsapat – rendező, producer
- 2017 – Bartók, dokumentumfilm, társrendező, vágó
- 2017 – Álom Hava – producer
- 2018 – Mesevilág – rendező
- 2018 – Példát mutatva Európának – dokumentumfilm, rendező, vágó
- 2019 – Józsefváros legendája – dokumentumfilm, rendező, vágó
- 2020 – Templomsorsok – dokumentumfilm, rendező
- 2020 – Károlyi Mihály, A vörös gróf bűnei – dokumentumfilm, rendező, vágó
- 2020 – Hazám, hazám – Az összetartozás dala – rendező, vágó
- 2022 – 1222 Aranybulla – rendező, producer
- 2022 – Most vagy soha – producer
- 2024 - Ákos mozifilm

## Díjai
- Balázs Béla-díj (2024)[2]